# Álftavatn
Le lac des Cygnes (en islandais Álftavatn), est un lac glaciaire de l'Islande. Il se trouve sur le chemin de la Laugavegur, non loin de la vallée glaciaire de Þórsmörk.